# Falenopsis
Falenopsis, ćmówka (Phalaenopsis Blume) – rodzaj roślin z rodziny storczykowatych (Orchidaceae). Obejmuje 66-69 gatunków występujących naturalnie w Azji południowo-wschodniej i północnej Australii. Rośliny te są łatwe w uprawie i cechują się długotrwałym kwitnieniem, ich kwiaty są okazałe, różnobarwne, niektóre wydzielają zapach. Dlatego należą do popularnych roślin ozdobnych uprawianych w pomieszczeniach. W ofercie handlowej i uprawie znajduje się kilka tysięcy mieszańców międzygatunkowych i kilkadziesiąt mieszańców międzyrodzajowych, podczas gdy gatunki botaniczne w uprawie są rzadziej spotykane. Rośliny z tego rodzaju stanowią 3/4 obrotu handlowego storczykami na świecie.

## Etymologia
Nazwa rodzajowa nadana została przez Carla Ludwiga Blume w 1825 roku w publikacji Bijdragen tot de flora van Nederlandsch Indië. W pracy swej Blume nie wyjaśnił źródłosłowu, ale przyjmuje się, że nazwa pochodzi z języka greckiego – słowo „Phalaena” oznacza w systemie Karola Linneusza w 1758 rodzaj obejmujący ćmy, które współcześnie klasyfikowane są do różnych grup systematycznych (rodzajów i rodzin) (słowo falaina w języku greckim oznacza wieloryba). Końcowy człon nazwy rodzajowej – „opsis” – znaczy „podobny”. Podobieństwo do ciem odnosić się ma do wyglądu kwiatów. W języku polskim rodzaj w połowie XIX wieku nazwany został przez Ignacego Czerwiakowskiego (Botanika szczególna) mianem „cmotnik” i była to jedyna nazwa tego rodzaju opublikowana do początków XX wieku. Później rozpowszechniła się nazwa „ćmówka” będąca tłumaczeniem nazwy naukowej. Takie nazwy pochodzące z tłumaczeń uznano w odniesieniu do storczyków już w latach 80. XX wieku za nienaturalne i mało zrozumiałe. Od tego czasu spopularyzowała się spolszczona nazwa naukowa – falenopsis.

## Rozmieszczenie geograficzne
Najwięcej gatunków tego rodzaju występuje w Indonezji oraz w Filipinach. Różne gatunki zasiedlają jednak rozległe obszary południowo-wschodniej Azji na obszarze od Indii po południowe Chiny (Tajwan), a poprzez wyspy Archipelagu Malajskiego sięgają po Nową Gwineę i Archipelag Bismarcka oraz Queensland w północnej Australii.

## Morfologia

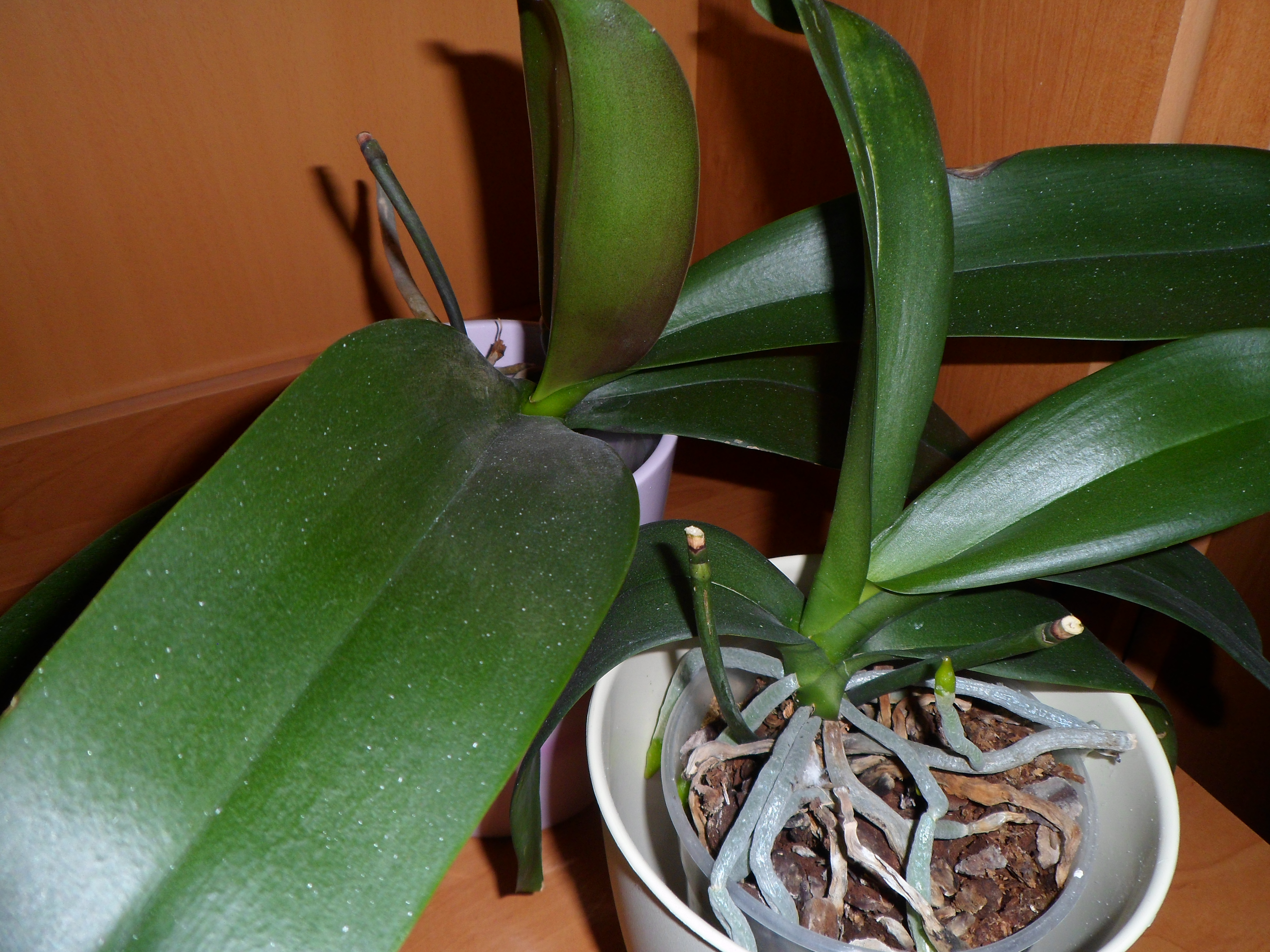
Liście i korzenie powietrzne

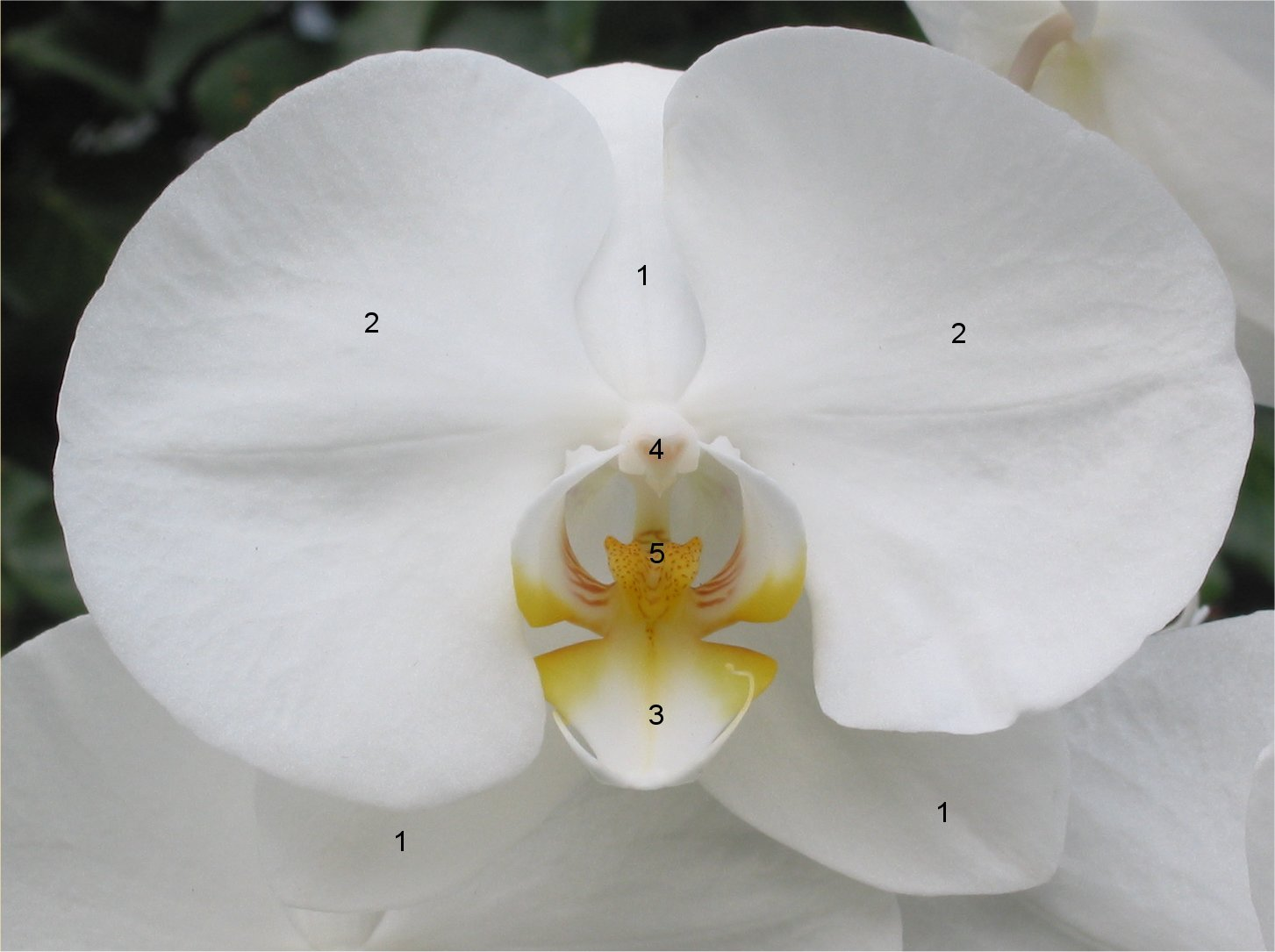
Kwiat 1 – listek okółka zewnętrznego, 2 – listek okółka wewnętrznego, 3 – warżka, 4 – pyłkowiny, 5 – znamię

PokrójRośliny zielne o monopodialnym typie wzrostu, nie wytwarzające pseudobulw. Łodyga jest skrócona (2–5 cm wysokości), ukryta wśród trwałych nasad (pochew) liści. W kątach liści znajdują się 2-3 pąki wegetatywne i kwiatostanowe, ułożone w pionowym rzędzie i niewidoczne z zewnątrz. Boczne pędy wegetatywne rozwijają się tylko wówczas, gdy zostaną specjalnie pobudzone.
KorzeniePrzybyszowe, wyrastają z kątów dolnych liści. Są liczne i długie, rozchodzą się w różnych kierunkach. Okryte są białym lub srebrzystym welamenem. Są łamliwe. U roślin z sekcji Aphyllae korzenie są spłaszczone.
LiścieWyrastają skrętolegle i naprzemianlegle. U roślin o stałych i dobrych warunkach wzrostu wszystkie liście są podobne, jednakowej wielkości. Osiągają od 5 do 65 cm długości. Liście są siedzące, podługowate do szerokoeliptycznych, całobrzegie. Blaszka jest gruba (gruboszowata) i gładka. Liście mają barwę jasno- lub ciemnozieloną, mogą być szarawo plamiaste lub smugowate, od spodu czerwono lub purpurowo nabiegłe. Corocznie wyrasta jeden lub dwa nowe liście, przy czym najniższe sukcesywnie zasychają (ich pochwy zostają na pędzie). Na dojrzałych roślinach znajduje się od 5 do 10 liści. U roślin z sekcji Aphyllae liście odpadają co roku.
KwiatyWyrastają w różnej liczbie u różnych gatunków w wiechach i gronach, na szczytach pędów kwiatostanowych rozwijających się w kątach liści. Pędy te, o długości zwykle do 60 cm, maksymalnie do 150 cm, wznoszą się, są wygięte łukowato lub zwisają. Są okrągłe na przekroju, czasem dwustronnie spłaszczone. Na młodych roślinach są cienkie, krótkie i nierozgałęzione, na starszych są tęgie, długie i rozgałęziają się. Złożona budowa kwiatostanu powiązana jest z barwą kwiatów – gatunki o kwiatach białych mają pędy kwiatostanowe zwykle nierozgałęzione, podczas gdy te barwne bywają silnie rozgałęzione. W dolnej części na pędzie kwiatostanowym znajduje się 5–7 skrętoległych węzłów, w których znajdują się pąki śpiące okryte trójkątną podsadką. Z pąków tych mogą się rozwijać sukcesywnie kolejne kwiatostany w przypadku uszkodzenia (np. ścięcia) rozwijającego się wyżej. Kolejne kwiaty rozwijają się od dołu, przy czym pozostają rozwinięte przez kilka dni. Cały kwiatostan sukcesywnie może kwitnąć przez wiele tygodni.
Poszczególne kwiaty wsparte są trwałymi, ale niepozornymi przysadkami, które są papierzaste lub mięsiste. Kwiaty mają płasko rozpostarte listki okwiatu, który u niektórych gatunków jest niepozorny, a u innych okazały. U większości gatunków ma średnicę od 2 do 8 cm. Ze względu na budowę okwiatu wyróżnia się dwie grupy gatunków i odmian. Jedna ma wszystkie listki okwiatu podobnej wielkości i warżkę z trzema łatkami pozbawioną wyrostków. Druga grupa roślin ma zewnętrzne listki okwiatu węższe od wewnętrznego okółka, a na warżce występują różne wyrostki. Środkowa łatka warżki może mieć różny u różnych gatunków kształt, np. łzy, łopatki i kotwicy. Na jej końcu u niektórych gatunków (np. P. amabilis) rozwijają się długie i skręcone wyrostki, u innych (P. fimbriata) występują kępy włosków. Boczne łatki warżki są równoległe i wzniesione. Warżka zazwyczaj jest inaczej zabarwiona od pozostałych listków okwiatu. Listki okwiatu u jednych gatunków bywają cienkie, u innych mięsiste. Mogą być jednobarwne lub pokryte rozmaitymi, barwnymi wzorami. Prętosłup jest tęgi i często wsparty dwoma mięsistymi wyrostkami. Na szczycie posiada palczasto rozwidlone znamię. Pyłkowiny są 2 lub 4 osadzone na łopatkowatej nóżce i tarczce nasadkowej.
OwoceCylindryczne torebki osadzone na szypułkach.

## Biologia

### Fizjologia
Rośliny należące do tego rodzaju przeprowadzają fotosyntezę typu CAM. Pochłanianie CO2 zachodzi głównie w nocy (faza 1 metabolizmu CAM) oraz w mniejszym stopniu późnym popołudniem (faza 4). Pobrany dwutlenek węgla jest wiązany z wytworzeniem szczawiooctanu, który jest dalej przekształcany w jabłczan. W tej postaci węgiel gromadzony jest w wakuolach i wykorzystywany do syntezy cukrów w fazie 3. Optymalna temperatura do asymilacji CO2 w fazie 1 to 20 °C, zaś dla fotosyntezy zachodzącej w fazie 3 optimum to 30 °C. Z tego względu najszybszy wzrost uzyskuje się przy temperaturach dzień/noc wynoszących 30/20 °C. Jako rośliny CAM wykazują dużą tolerancję na deficyt wody. W warunkach laboratoryjnych spadek asymilacji dwutlenku węgla obserwowano dopiero po dziesięciu dniach od podlania. Negatywny wpływ na pobieranie CO2 ma wysokie stężenie soli mineralnych w podłożu.
W każdym węźle znajdują się co najmniej dwa zawiązki pąków. Pozostają one uśpione aż do momentu, w którym zaistnieją właściwe warunki środowiska do zakwitnięcia. Kwitnienie jest indukowane przez wernalizację, przy czym skuteczną temperaturą dla gatunków należących do falenopsis jest dość wysoka i wynosi 25 °C. Dla inicjacji kwitnienia kluczowa jest temperatura w dzień. Obniżenie temperatury w nocy nawet do  17 °C nie prowadzi do wykształcenia kwiatostanów. Doświadczenia nie potwierdziły pojawiających się w literaturze przekonań o potrzebie zróżnicowania temperatury dzień/noc w celu wywołania kwitnienia. W celu pozyskania roślin o wartości handlowej uprawia się je w temperaturze powyżej 28 °C, w której rośliny dobrze rosną, lecz nie kwitną. Zmiana warunków na 25/20 °C, dzień/noc prowadzi do wykształcenia kwiatostanów w pożądanym przez hodowcę terminie i równomiernie dla całej partii roślin. Z rozpoczęciem kwitnienia związany jest wzrost poziomu sacharozy w liściach roślin. Czynniki takie jak niskie natężenie światła lub temperatura powyżej 27 °C skutkują obniżeniem stężenia sacharozy i zahamowaniem tworzenia pędów kwiatostanowych. Odwrotny efekt można uzyskać uprawiając rośliny w warunkach podwyższonego stężenia CO2 (1000-3000 ppm) w temperaturze 20 °C. Zakwitnięcie nawet przy temperaturach 30/25 °C, dzień/noc można wywołać podając kwas giberelinowy (GA3). Podanie fitohormonu prowadzi do wzrostu aktywności syntazy sacharozy i zwiększenia stężenia cukru w liściach i kwiatostanach.
Z badań na Phalaenopsis 'Tam Butterfly' wynika, że stosowanie nawozów o różnej proporcji N-P-K nie wpływa na większość parametrów opisujących morfologię rośliny. Nie stwierdzono różnic w łącznej powierzchni liści, ich rozpiętości i wielkości, świeżej masy pędów oraz korzeni. Proporcje głównych składników pokarmowych 10N-13,1P-16,6K skutkowały zakwaszeniem podłoża. Zwiększenie dawki nawozu z 100 mg N l-1 do 200 mg N l-1, niezależnie od proporcji składników pokarmowych, prowadziło do zwiększenia całkowitej powierzchni liści i zwiększenia ich liczby. Proporcje składników pokarmowych nie miały wpływu na termin kwitnienia, wielkość i liczebność kwiatów.
Specyficzna dla kwiatów niektórych gatunków z tego rodzaju (np. P. lueddemanniana, P. violacea) jest zmiana funkcji okwiatu następująca po zapyleniu. Ponieważ okwiat pełni funkcję atraktora dla zapylaczy (kosztowną dla rośliny pod względem metabolicznym), u roślin po zapyleniu zwykle jego listki więdną i są odrzucane. W tym przypadku jednak, po zakończeniu funkcji generatywnej, w okwiecie wytwarzane są chloroplasty, jego listki stają się zielone i zaczynają pełnić funkcję asymilacyjną, jak liście. 

### Cechy fitochemiczne
Specyficznymi metabolitami wtórnymi, których obecność wykryto u różnych gatunków falenopsis są falenopsyna T, falenopsyna Is i falenopsyna La. Związki te, należące do 1,2-nasyconych alkaloidów pirolizydynowych, dzięki swej toksyczności dla owadów, zapewniają roślinom obronę przed roślinożercami. Stwierdzono również, że falenopsyna T wpływa hamująco na wzrost innych gatunków roślin.
Substancje zapachowe wydzielane przez kwiaty należą do monoterpenoidów, benzenoidów, fenylopropanoidów i pochodnych kwasów tłuszczowych. Monoterpenoidy takie jak geraniol, linalol i ich pochodne (nerol, 2,6-dimetylo-okta-3,7-dien-2,6-diol, 2,6-dimetylo-okta-1,7-dien-3,6-diol, 3,7- dimetylo-2,6-octadienal, kwas geraniowy i 2,6-dimetylo-okta-2,6-dien-1,8-diol) stanowią ponad 80% wszystkich substancji lotnych wytwarzanych przez kwiaty  P. bellina. Natomiast u P. equestris kwiaty wydzielają głównie pochodne kwasów tłuszczowych, fenylopropanoidy i benzenoidy. Związki te są w niewielkim stopniu wyczuwane przez węch człowieka.

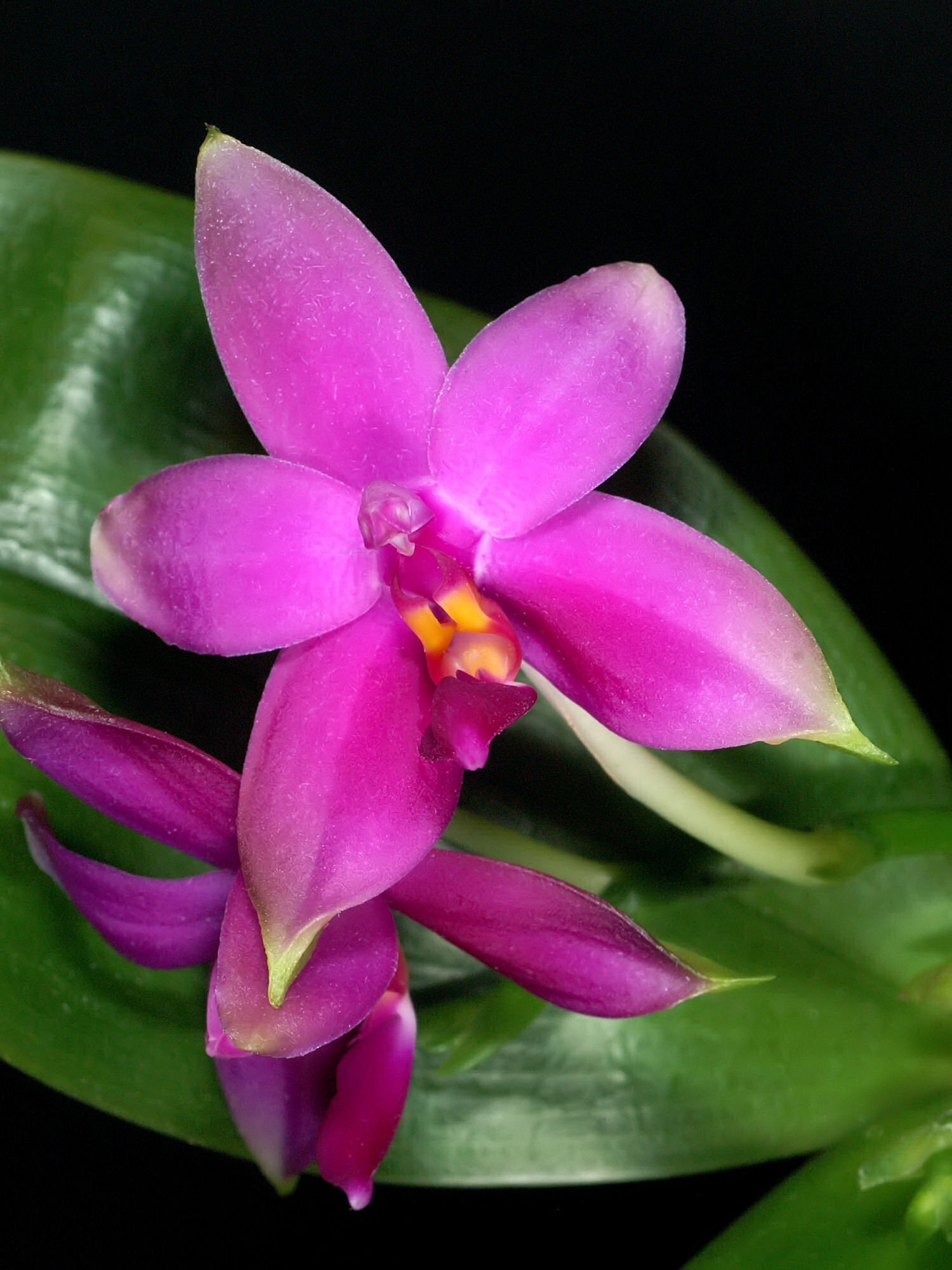
Kwiat Phalaenopsis violacea

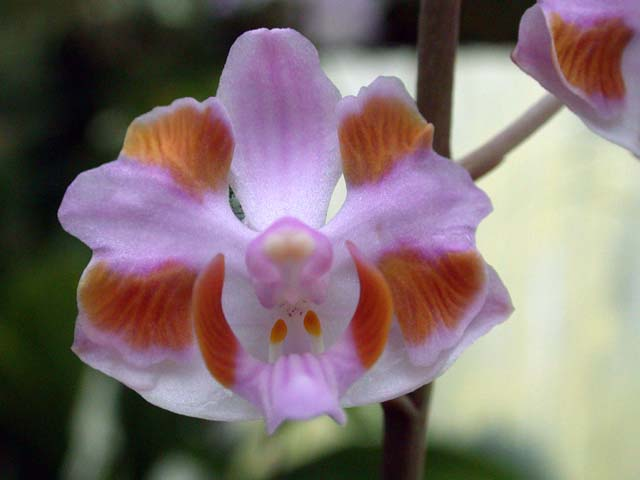
Kwiat Phalaenopsis pulcherrima

Kwiaty falenopsis mogą mieć niemal każdy kolor z wyjątkiem typowego czerwonego i niebieskiego. Generalnie za odcienie czerwonego i niebieskiego odpowiadają antocyjany. Za kolor niebieski i fioletowy odpowiadają pochodne delfinidyny, a za kolor różowy i czerwony cyjanidyna i pelargonidyna. U Phalaenopsis violacea analiza biochemiczna wykazała obecność cyjanidyny, delfinidyny, malwidyny, pelargonidyny, peonidyny i petunidyny. Barwa kwiatów nie zależy jednak tylko od obecności barwników, lecz również od pH w jakim barwne związki się znajdują. Mutant P. pulcherrima ma kwiaty fioletowe, dzięki zmianie pojedynczego genu dominującego. Efektem mutacji jest obniżenie pH z 5,8 do 5,5 w komórkach, co prowadzi do zmiany barwy z kwiatów z niebieskiej na fioletową. Metodami inżynierii genetycznej możliwe jest uzyskanie roślin o kwiatach o nietypowym wybarwieniu. Wprowadzenie genu cytochromu P450 pozwoliło zmienić barwę kwiatu z różowej na purpurową.

### Genetyka
Typowa liczba chromosomów u wszystkich przebadanych gatunków i odmian 2n=2x=38. Wyjątkiem jest P. buyssoniana, jedyny gatunek który jest naturalnym tetraploidem.  Endopoliploidy występują u niektórych gatunków oraz wśród hybryd. Najbardziej popularne odmiany/hybrydy uprawiane komercyjnie są poliploidalne, zwykle tetraploidalne. Genom chloroplastowy P. equestris składa się z 148 959 pz i  koduje 109 genów, w tym 4 rRNA, 30 tRNA i 75 genów kodujących białka. W porównaniu z P. aphrodite stopień zmienności międzygatunkowej wynosi 0,74% dla pojedynczych substytucji nukleotydów oraz 0,24% dla insercji i delecji. Genom chloroplastowy kultywaru 'Tiny Star' składa się z 148 918 pz i zawiera 70 genów kodujących białka, 30 tRNA i 4 geny rRNA.

## Ekologia
Do rodzaju należą byliny rosnące najczęściej na drzewach (epifity) i na skałach (litofity), rzadko w ziemi. Zasiedlają głównie wilgotne lasy równikowe i podrównikowe lasy monsunowe. Mniej liczni przedstawiciele spotykani są nad brzegami morskimi oraz na skałach, w tym przy górskich strumieniach. Cechą typową dla klimatu w obszarze występowania rodzaju są zazwyczaj znaczne różnice między temperaturą dzienną i nocną sięgające kilkunastu stopni Celsjusza. Gatunki z tego rodzaju spotykane są na rzędnych sięgających 2500 m n.p.m., zazwyczaj jednak rosną poniżej 500 m n.p.m. Przystosowane są do różnych warunków klimatycznych – od klimatu równikowego ze stałymi wysokimi temperaturami i opadami, po klimat zwrotnikowy i podzwrotnikowy z okresami suchymi i chłodnymi. 
Przykładem adaptacji do okresu suchego są gruboszowate liście i korzenie występujące u gatunku P. cornu-cervi. W obszarach o okresach suchych i zimnych (głównie w rejonie Himalajów) występują też gatunki z sekcji Aphyllae i Parishianae, które w okresie niekorzystnych warunków wchodzą w stan spoczynku, zwykle też zrzucając liście i ograniczając w ten sposób transpirację. Różne adaptacje do zmiennych warunków świetlnych wykazują też gatunki rosnące w lasach deszczowych na różnych wysokościach w strefie koron drzew. Przystosowane do siedlisk eksponowanych na silne nasłonecznienie są takie gatunki jak P. gigantea i P. pantherina, cechujące się skórzastymi liśćmi. Z kolei takie gatunki jak P. fuscata i P. tetraspis rozwijają się w miejscach silnie zacienionych. Wiele gatunków wymaga siedlisk stale wilgotnych, a P. violacea rośnie na mokradłach. Trzy gatunki (P. buyssoniana, P. pulcherrima i P. regnieriana) z północnej Australii rosną w lasach okresowo suchych, z dużym udziałem gatunków drzew zrzucających liście. Adaptowały się one wtórnie do rozwoju na ziemi, co dzięki korzystaniu z wody dostępnej w glebie pozwala im przetrwać okres suchy. Dodatkowo rosnąc na ziemi korzystają z osłony jaką dają rośliny drzewiaste. Liście tych gatunków też najsilniej barwią się na czerwono w celu ochrony przed silnym słońcem.    
Z korzeniami roślin tego rodzaju związane są grzyby mikoryzowe oraz sinice mające zdolność asymilacji azotu atmosferycznego. Sinice wyizolowano zarówno z powierzchni korzeni zlokalizowanych w podłożu, jak i z welamenu pokrywającego korzenie powietrzne. Grzyby mikoryzowe zwiększają odporność roślin na stres zapewniając między innymi efektywniejsze przeprowadzanie fotosyntezy. Rośliny pozbawione komponentu grzybowego rosną wolniej i łatwiej ulegają fotoinhibicji. W ryzosferze uprawianych roślin, bazując na barkodach DNA, stwierdzano obecność grzybów należących do 6 typów (grzyby workowe, grzyby podstawkowe, skoczkowce, Entomophthoromycota, Glomeromycota, Neocallimastigomycota) i trzech podtypów (Kickxellomycotina, Mucoromycotina, Motierellomycotina). Większość grzybów endofitycznych żyjących w mikrobiomie tworzonym przez korzenie falenopsis należy do Penicillium, Trechispora, Exophiala, Fusarium, Cladosporium, Alternaria, Leucocoprinus, Sporothrix i Trichoderma. Wyniki analizy sugerują, że kluczową rolę w mikoryzie odgrywają gatunki należące do Trechispora i Mortierella. Te oraz gatunki należące do pozostałych 7 najczęściej obecnych rodzajów wpływają korzystnie na wzrost roślin. Ważni dla mikoryzy falenopsis są także przedstawiciele Tulasnella i Ceratobasidium. Licznie występujący przedstawiciele Penicillium mogą ułatwiać pobieranie fosforu oraz stymulować wzrost poprzez produkcję kwasu giberelinowego. Substancje regulatorowe wytwarzane są także przez grzyby z rodzaju Meira i Candida. Grzyby endofityczne odgrywają także ważną rolę w obronie przed nicieniami, żerującymi na korzeniach falenopsisów oraz mogą zapewniać odporność na patogeny. Niektóre z wykrytych grzybów są patogeniczne.

## Historia badań
Pierwszy botaniczny opis rośliny z rodzaju Phalaenopsis sporządził czeski botanik i jezuita – Georg Joseph Kamel. Jego opis rośliny o nazwie Visco-Aloes Luzonis decima quarta, identyfikowany jako dotyczący P. aphrodite, ukazał się w III tomie Historia Plantarum Johna Raya z 1704 roku. Diagnozę botaniczną rodzaju ustalił w 1825 roku Carl Ludwig Blume w pracy Bijdragen tot de flora van Nederlandsch Indië. Do połowy XIX wieku poznano 9 gatunków z tego rodzaju. Do początku XX wieku poznano kolejnych 25 gatunków, przy czym w drugiej połowie XIX wieku znaczną część gatunków z tego rodzaju opisał Heinrich Gustav Reichenbach. Nowe taksony były odkrywane intensywnie do lat 20. XX wieku, do 1950 poznano kolejnych 9 gatunków. W końcu XX wieku i w XXI wieku nowe gatunki opisywane były głównie w wyniku rewizji taksonomicznych. W 1980 monografię rodzaju wraz z rewizją taksonomiczną opublikował Herman R. Sweet (The Genus Phalaenopsis). W 2001 monografię Phalaenopsis A Monograph wydał Eric A. Christenson, a rok później ukazała się w języku japońskim i angielskim praca autorstwa Chiba Masaaki pod tytułem Phalaenopsis Species.

## Systematyka

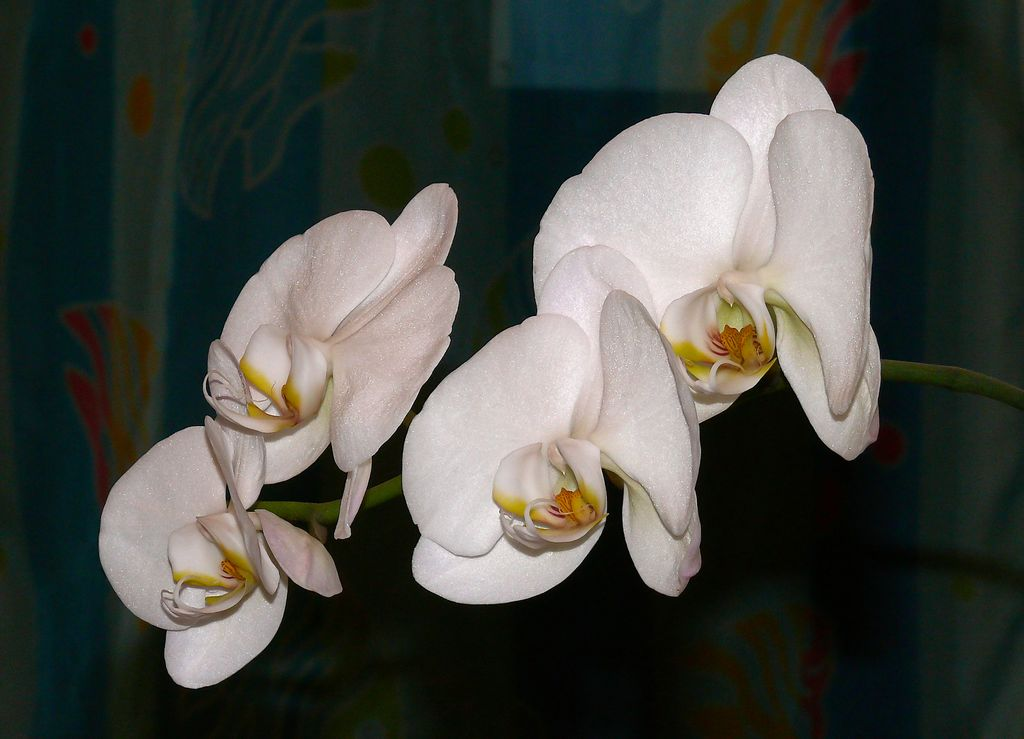
Phalaenopsis aphrodite

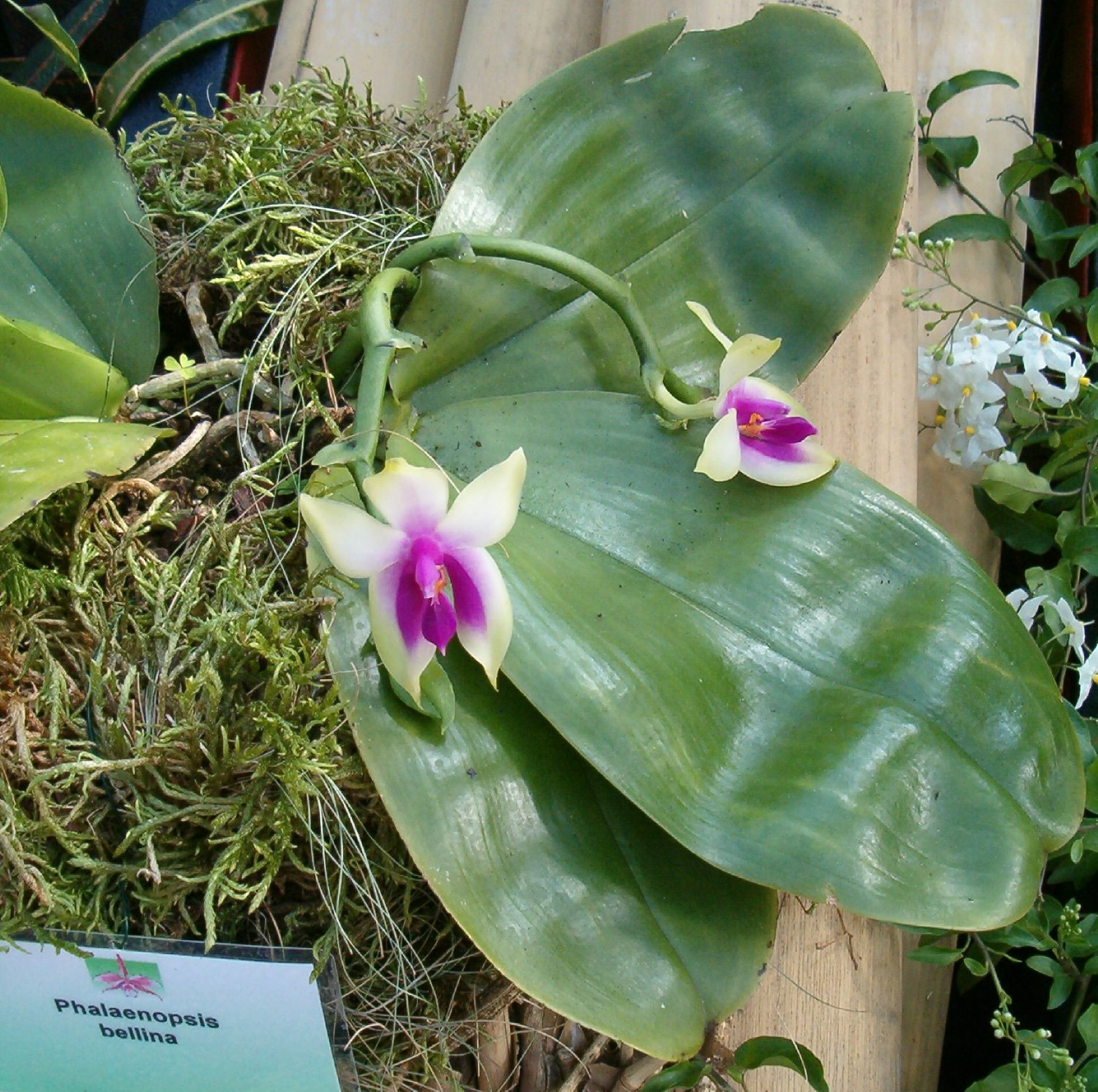
Phalaenopsis bellina

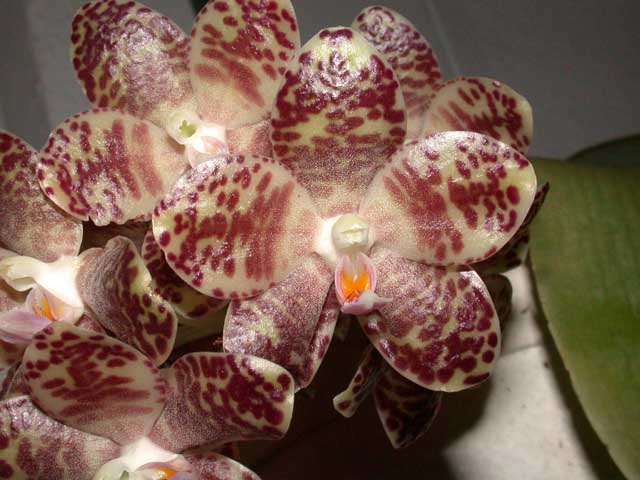
Phalaenopsis gigantea

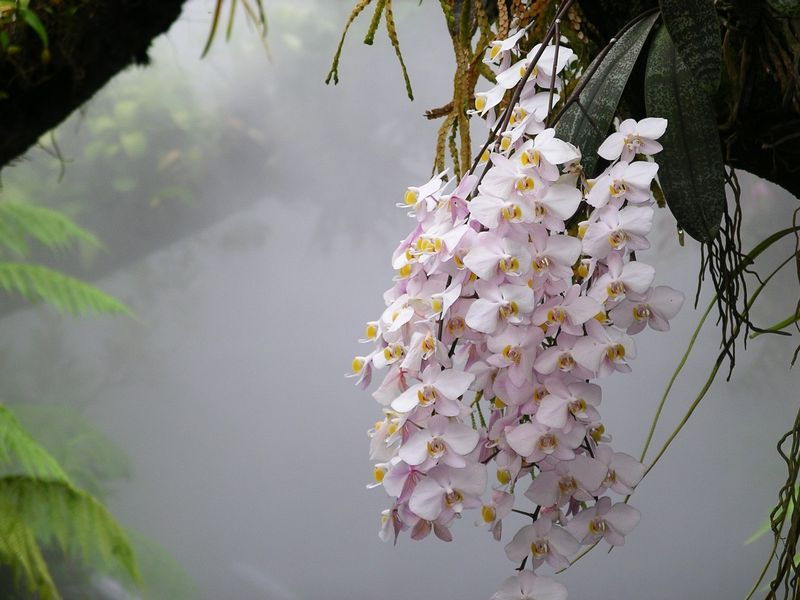
Phalaenopsis philippinensis

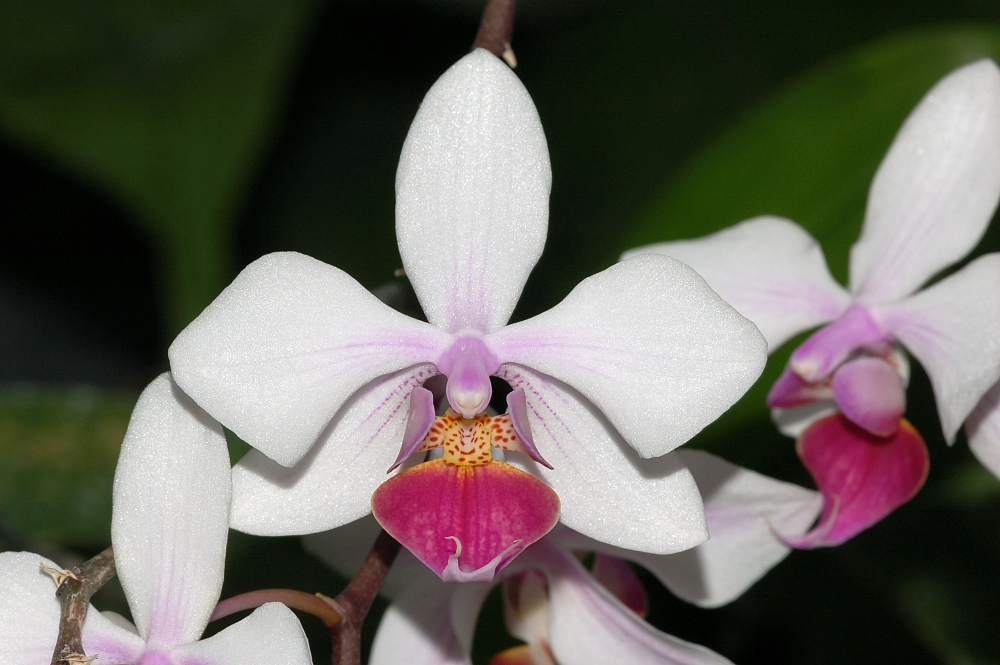
Phalaenopsis intermedia

Pozycja systematyczna według Angiosperm Phylogeny Website (aktualizowany system APG III z 2009)
Jeden z rodzajów podplemienia Aeridinae z plemienia Vandeae w obrębie podrodziny epidendronowych (Epidendroideae) z rodziny storczykowatych (Orchidaceae). Storczykowate są kladem bazalnym w rzędzie szparagowców Asparagales w obrębie jednoliściennych.
Pozycja w systemie Reveala (1994–1999)
Gromada okrytonasienne (Magnoliophyta Cronquist), podgromada Magnoliophytina Frohne & U. Jensen ex Reveal, klasa jednoliścienne (Liliopsida Brongn.), podklasa liliowe (Liliidae J.H. Schaffn.), nadrząd Lilianae Takht., rząd storczykowce (Orchidales Raf), podrząd Orchidineae Rchb., rodzina storczykowate (Orchidaceae Juss.), rodzaj falenopsis (Phalaenopsis Blume).

### Wykaz gatunków i ich klasyfikacja
Klasyfikacja wewnątrzrodzajowa opiera się na monografii rodzaju autorstwa E. A. Christensona z roku 2001. Zagnieżdżenie w obrębie tego rodzaju wyodrębnianych dawniej rodzajów Doritis i Kingidium potwierdzone zostało badaniami molekularnymi. Wśród taksonów wewnątrzrodzajowych potwierdzony został monofiletyzm tylko dla sekcji Phalaenopsis i Polychilos. Obowiązujące nazwy gatunków podane zostały według The Plant List:
- Podrodzaj Proboscidiodes (Rolfe) E.A.Christ. Monotypowy podrodzaj, reprezentowany przez gatunek odkryty w 1880 roku w górach Mjanmy. Po wielu latach odkryty ponownie w 2000 roku na wybrzeżu tego kraju. Epifit o płaskich korzeniach, liściach kropkowanych, szerokich, ciemnozielonych i osiągających do 12 cm długości. Kwiatostan wzniesiony o długości do 80 cm, rozgałęziony, ale tylko z kilkoma kwiatami o średnicy od 4 do 6 cm. Uprawiany jest na pniu, wymaga dużej wilgotności i wysokich temperatur[17].
  - Phalaenopsis lowii Rchb.f.

- Podrodzaj Aphyllae (Sweet) E.A.Christ. (gatunki oznaczone gwiazdką wyodrębniane bywają jako osobny rodzaj Kingidium). Epifity rosnące w wyższych położeniach, od 400 do 2100 m n.p.m. na obszarze Indii, na Półwyspie Indochińskim, w Chinach, sięgając po Hajnan. Korzenie srebrzyste i spłaszczone. Liście do 12 cm długości, często z fioletowymi plamami, u niektórych gatunków zrzucane są jesienią i wiosną wyrastają nowe. Kwiatostan wzniesiony do 12 cm długości, kwiatów kilka, do 12, o średnicy około 3 cm. Uprawiane są zarówno w doniczkach, jak i na pniu[17].
  - Phalaenopsis braceana (Hook.f.) Christenson *
  - Phalaenopsis finleyi E.A.Christ. *
  - Phalaenopsis honghenensis F.Y.Liu
  - Phalaenopsis natmataungensis (T.Yukawa, Nob.Tanaka & J.Murata) Dalström & Ormerod
  - Phalaenopsis stobartiana Rchb.f. (syn. Ph. hainanensis Tang & F.T.Wang)
  - Phalaenopsis taenialis (Lindl.) Christenson & Pradhan *
  - Phalaenopsis wilsonii Rolfe

- Podrodzaj Parishianae (Sweet) E.A.Christ. Epifity występujące w Indiach i na Półwyspie Indochińskim. Rosną na drzewach, zwykle w pobliżu rzek, na rzędnych do 1000 m n.p.m. Liście do 7 cm długości. Kwiatostany do 7 cm długości, wzniesione, z kilkoma do 12 kwiatami o średnicy od 2,5 do 4,5 cm[17].
  - Phalaenopsis appendiculata Carr
  - Phalaenopsis gibbosa H.R.Sweet
  - Phalaenopsis lobbii (Rchb.f.) H.R.Sweet
  - Phalaenopsis parishii Rchb.f.
  - Phalaenopsis thailandica O.Gruss & Roeth

- Podrodzaj Polychilos (Breda) E.A.Christ.
  - Sekcja Polychilos (Breda) Rchb. f. Występują w Azji południowo-wschodniej od Indii po Wietnam. Są to epifity rosnące w lasach deszczowych na rzędnych do 1500 m n.p.m. Liście wąskie, jasnozielone, o długości do 25 cm. Kwiatostan do 50 cm długości, równocześnie zwykle otwiera się nie więcej jak 2-4 kwiaty. Te osiągają średnicę od 3 do 4 cm[17].
    - Phalaenopsis cornu-cervi (Breda) Blume & Rchb.f. (syn. Ph. borneensis Garay, Ph. pantherina Rchb.f.)
    - Phalaenopsis mannii Rchb.f.

  - Sekcja Fuscatae Sweet. Rośliny z Półwyspu Malajskiego oraz wysp Sumatra i Borneo. Należą tu zarówno epifity rosnące w lasach tropikalnych, jak i litofity zasiedlające wapienne skały. Występują na terenach o rzędnych od 400 do 700 m n.p.m. Liście szarozielone, o długości do 25 cm. Kwiatostan wzniesiony lub przewisający o długości do 50 cm. Kwiaty liczne, o średnicy 3–4 cm. W uprawie wymagają wysokich temperatur i są bardzo wrażliwe na przenawożenie[17].
    - Phalaenopsis cochlearis Holttum
    - Phalaenopsis fuscata Rchb.f.
    - Phalaenopsis kunstleri Hook.f.
    - Phalaenopsis viridis J.J.Sm.

  - Sekcja Amboinenses Sweet. Nadrzewne epifity rosnące na Filipinach, Borneo i w Indonezji. Liście od 8 do 40 cm, a u P gigantea i P. dowaryensis rozety osiągają 1 m średnicy. Kwiaty od 2 do 8 cm średnicy, liczne, kwiatostany wznoszące się lub zwisające, do 40 cm długości. Uprawiane wymagają wysokich temperatur[17].
    - Phalaenopsis amboinensis J.J.Sm.
    - Phalaenopsis bastianii O.Gruss & Roellke
    - Phalaenopsis bellina (Rchb.f.) Christenson
    - Phalaenopsis doweryensis Garay & Christenson
    - Phalaenopsis fasciata Rchb.f.
    - Phalaenopsis fimbriata J.J.Sm.
    - Phalaenopsis floresensis Fowlie
    - Phalaenopsis gigantea J.J.Sm.
    - Phalaenopsis hieroglyphica (Rchb.f.) H.R.Sweet
    - Phalaenopsis javanica J.J.Sm.
    - Phalaenopsis lueddemanniana Rchb.f.
    - Phalaenopsis maculata Rchb.f.
    - Phalaenopsis mariae Burb.ex R.Warner & H.Williams
    - Phalaenopsis micholitzii Rolfe
    - Phalaenopsis modesta J.J.Sm.
    - Phalaenopsis pallens (Lindl.) Rchb.f.
    - Phalaenopsis pulchra (Rchb.f.) H.R.Sweet
    - Phalaenopsis reichenbachiana Rchb.f. & Sander
    - Phalaenopsis robinsonii J.J.Sm.
    - Phalaenopsis rundumensis P.J.Cribb & A.L.Lamb
    - Phalaenopsis venosa Shim & Fowlie
    - Phalaenopsis violacea H.Witte

  - Sekcja Zebrina Pfitz. Epifity, zwykle zasiedlające konary od spodu, w celu ochrony przed deszczem. Rosną w lasach deszczowych Indonezji na rzędnej do 800 m n.p.m. Korzenie mięsiste. Liście szerokie, do 45 cm długości, jasnozielone. Kwiatostan zwykle zwisający do 20 cm długości. Kwiatów (zwykle pachnących) jest kilka o średnicy 4–8 cm[17].
    - Phalaenopsis corningiana Rchb.f.
    - Phalaenopsis inscriptiosinensis Fowlie
    - Phalaenopsis speciosa Rchb.f.
    - Phalaenopsis sumatrana Korth. & Rchb.f. (syn. Ph. zebrina Witte)
    - Phalaenopsis tetraspis Rchb.f.

- Podrodzaj Phalaenopsis
  - Sekcja Phalaenopsis. Występują na obszarze od Filipin, poprzez wyspy Indonezji po północną Australię. Są to epifity lasów nizinnych, występują do 500 m n.p.m. Liście do 55 cm długości, często różnobarwne. Kwiatostan wzniesiony o długości do 150 cm, zwykle rozgałęziony, z wieloma kwiatami o średnicy do 8 cm. 
    - Phalaenopsis amabilis (L.) Blume
    - Phalaenopsis aphrodite Rchb.f.
    - Phalaenopsis philippinensis Golamco ex Fowlie & C.Z.Tang
    - Phalaenopsis sanderiana Rchb.f.
    - Phalaenopsis schilleriana Rchb.f.
    - Phalaenopsis stuartiana Rchb.f.

  - Sekcja Deliciosae E.A.Christ.
    - Phalaenopsis chibae T.Yukawa
    - Phalaenopsis deliciosa Rchb.f. (gatunek ten bywa wyłączany do rodzaju Kingidium)
    - Phalaenopsis mirabilis (Seidenf.) Schuit.
    - Phalaenopsis mysorensis C.J.Saldanha

  - Sekcja Esmeralda Rchb. f.  (wszystkie taksony z tej sekcji łączone bywają w monotypowy rodzaj Doritis)
    - Phalaenopsis buyssoniana Rchb.f.
    - Phalaenopsis pulcherrima (Lindl.) J.J.Sm.
    - Phalaenopsis regnieriana Rchb.f.

  - Sekcja Stauroglottis (Schauer) Benth. Głównie epifity, rzadko storczyki naziemne rosnące w Filipinach, na Celebesie i Tajwanie, w lasach do rzędnej 2000 m n.p.m. Liście do 15 cm długości, u P. celebensis i P. lindenii liście wielobarwne. P. equestris tworzy kępy. Kwiatostan wzniesiony, do 30 cm długości, przewisający, obfitujący w kwiaty o średnicy od 3 do 5 cm, zwykle biało-różowe[17]. 
    - Phalaenopsis celebensis H.R.Sweet
    - Phalaenopsis equestris (Schauer) Rchb.f.
    - Phalaenopsis lindenii Loher

### Mieszańce i odmiany ozdobne

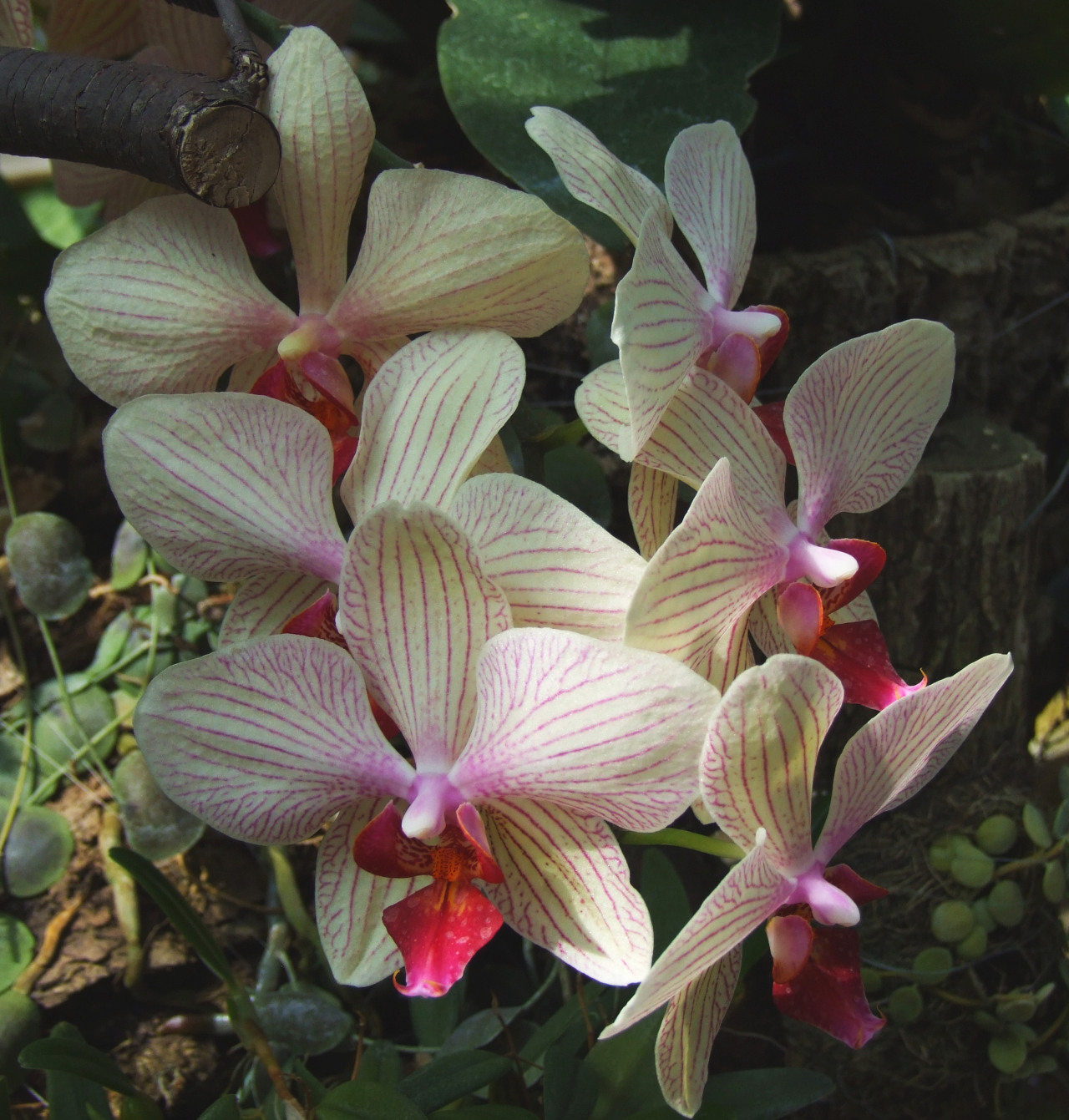
Phalenopsis hybr.

W wyniku hodowli storczyków z rodzaju falenopsis otrzymano ok. 5000 różnych mieszańców międzygatunkowych, które cenione są bardziej w uprawie od czystych gatunków. Do tworzenia odmian uprawnych wykorzystuje się w szczególności gatunki z sekcji Phalaenopsis i Esmeralda.
Do tworzenia odmian uprawnych o specyficznych cechach kwiatów używane są głównie następujące gatunki i ich odmiany:
- kwiaty całkowicie białe: P. amabilis, P. aphrodite, P. stuartiana,
- kwiaty białe z barwną warżką: P. equestris, P. lindenii, P. lueddemanniana, P. violacea,
- kwiaty żółte: P. cochlearis, P. corningiana, P. cornu-cervi, P. fasciata, P. fuscata, P. lueddemanniana (odmiany), P. mannii, P. mariae, P. micholitzi,
- kwiaty różowe i fioletoworóżowe: P. sanderiana, P. schilleriana,
- kwiaty paskowane: P. equestris (odmiany), P. lindenii, P. lueddemanniana (odmiany).

Uzyskano też ponad 50 mieszańców międzyrodzajowych między różnymi gatunkami z rodzaju Phalaenopsis i gatunkami z rodzajów (w nawiasach podane są nazwy taksonów mieszańcowych – notorodzajów (nothogenera)): Aerides (=Aeridopsis), Arachnis (=Arachnopsis), Cleisocentron (=Cleisonopsis), Holcoglossum (=Holconopsis), Papilionanthe (=Papilaenopsis), Vandopsis (=Phalandopsis), Paraphalaenopsis (=Phalphalaenopsis), Sarcochilus (=Sarconopsis), Renanthera (=Renanthopsis), Rhynchostylis (=Rhynchonopsis), Vanda (=Vandaenopsis).

## Zagrożenia i ochrona
W Czerwonej księdze gatunków zagrożonych publikowanej przez Międzynarodową Unię Ochrony Przyrody umieszczone są od 2004 roku cztery gatunki (na liście gatunków zagrożonych z 1997 roku znajdowało się 12 gatunków). Kryteria gatunku krytycznie zagrożonego spełniają P. stobartiana (wymieniany pod synonimiczną nazwą P. hainanensis) oraz P. micholitzii. Gatunkiem zagrożonym jest P. lindenii, a narażonym na wymarcie P. violacea. Zagrożone gatunki charakteryzują się niewielkimi zasobami i zasięgiem. Przyczyną zagrożenia jest nadmierne pozyskiwanie roślin ze stanowisk naturalnych. 
Dziko rosnące rośliny wszystkich botanicznych gatunków Phalaenopsis chronione są przez konwencję CITES. Współcześnie zagrożenie pozyskaniem roślin z natury jest oceniane jako generalnie niezbyt wielkie. Zapotrzebowanie zaspokajają gospodarstwa ogrodnicze oraz legalne zbieranie roślin z lasów podlegających eksploatacji gospodarczej. W wielu miejscach siedliska gatunków z tego rodzaju chronione są różnymi formami ochrony.

## Zastosowanie

### Rośliny ozdobne

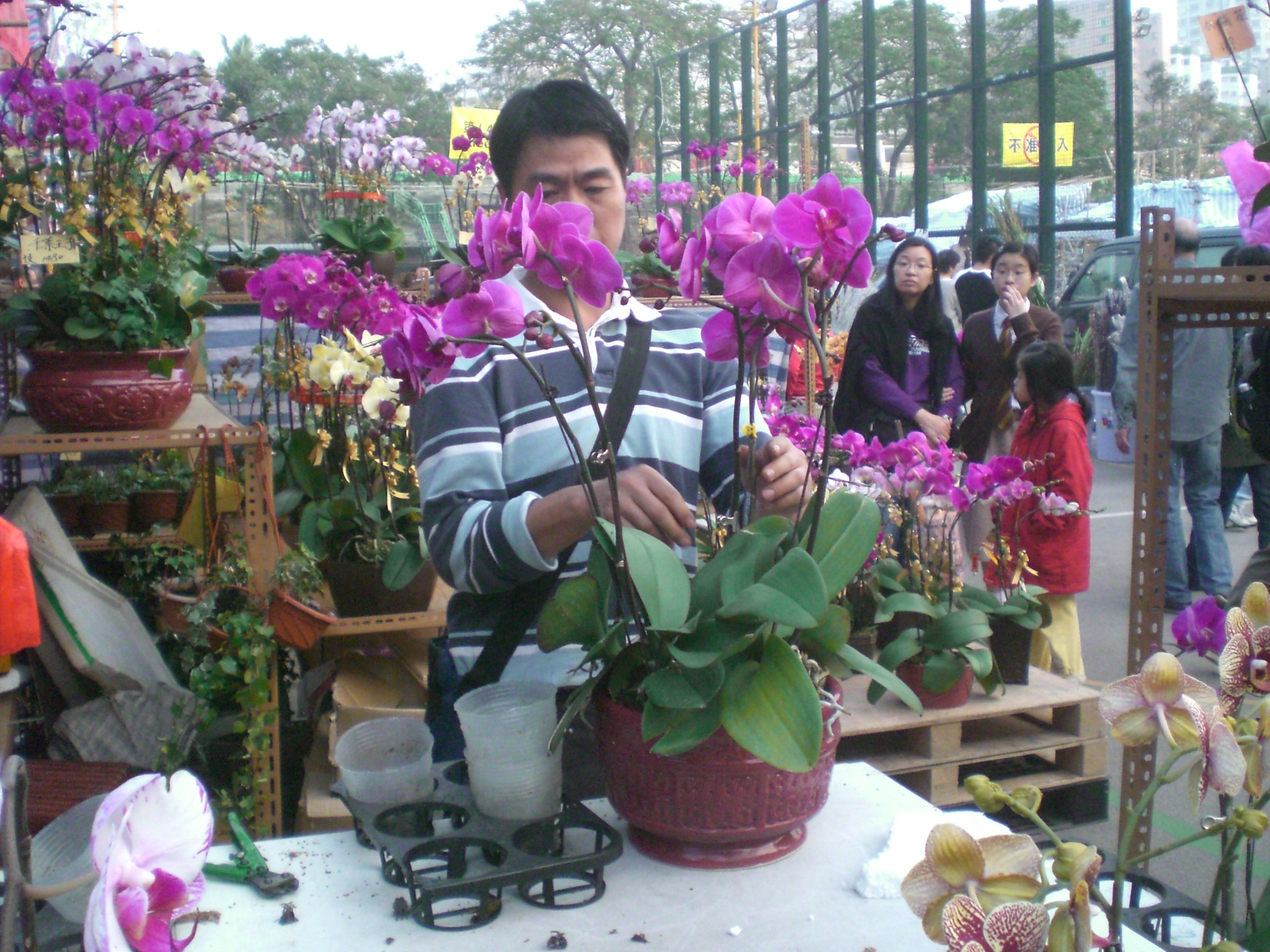
Uliczna sprzedaż kwiatów doniczkowych

Rośliny z rodzaju falenopsis zyskały ogromną popularność jako ozdobne z powodu łatwości uprawy, długotrwałego kwitnienia, okazałych i różnobarwnych kwiatów. Istotna jest również plastyczność tych roślin – możliwość tworzenia mieszańców o różnorodnych cechach i walorach. Rodzaj ten wyróżnia się także wśród storczyków oferowanych w ofercie rynkowej najkrótszym okresem koniecznym do zakwitnięcia – kwiaty pojawiają się w ciągu 18 miesięcy od posadzenia roślin. 
Jako rośliny doniczkowe Phalaenopsis produkowane są na dużą skalę w Holandii, Niemczech, Chinach, na Tajwanie, w Stanach Zjednoczonych i Japonii. Stany Zjednoczone są głównym miejscem rozwoju nowych kultywarów. Wyselekcjonowane klony rozmnażane są metodami hodowli tkankowej in vitro. Od lat 80. XX wieku falenopsis jest najpopularniejszym storczykiem w uprawie doniczkowej. W Holandii w roku 2005 sprzedano 29,4 mln roślin doniczkowych z tego rodzaju za łączną kwotę 143,7 mln euro. Poza uprawą w pojemnikach kwiatostany z długotrwałymi kwiatami stosowane są w bukieciarstwie, popularne są zwłaszcza kwiaty białe używane w bukietach ślubnych.
Uprawa storczyków, w tym tych z rodzaju falenopsis, stała się popularna w epoce wiktoriańskiej (1830-1900). Początkowo rośliny sprowadzano przede wszystkim z naturalnych ekosystemów, co wiązało się z trudnościami w rozmnażaniu w warunkach domowych. Rośliny uprawiano zarówno w pokojach i salonach, jak i w szklarniach znajdujących się obok domów. Na przełomie XIX i XX wieku popularność upraw doniczkowych zmalała i odrodziła się dopiero w latach 60. XX wieku. Pierwszy mieszaniec został uzyskany w roku 1875 z P. amabilis i P. equestris. Tworzenie hybryd okazało się stosunkowo łatwe i do roku 1900 powstało 13 kolejnych pierwotnych mieszańców. Trudności w hodowli związane były głównie z kiełkowaniem nasion i wzrostem sadzonek. W roku 1909 Hans Burgeff z Niemiec i Noel Bernard z Francji niezależnie stwierdzili, że do kiełkowania konieczna jest obecność symbiotycznych grzybów. Wiedza ta została wykorzystana przez Josepha Charleswortha i Jamesa Ramsbottoma do opracowania techniki hodowli, w której nasiona wysiewano na warstwie kompostu. Jednak wiele nasion było atakowanych przez grzyby pasożytnicze i nie kiełkowało. W roku 1922 Lewis Knudson z Cornell University opracował metodę kiełkowania nie wymagającą obecności symbiotycznych grzybów. Nasiona były wysiewane na podłożu agarowym zawierającym odpowiednio dobrane sole mineralne i cukry. Metoda pozwoliła na szybkie postępy w hodowli i zwiększenie produkcji roślin przeznaczonych do sprzedaży. W tym czasie bardziej popularne niż rośliny doniczkowe były kwiaty cięte. Rozwinęły się też techniki rozmnażania wegetatywnego. W roku 1920 Jean Gratiot zarejestrował P. 'Gilles Gratiot', mieszańca formy typowej P. amabilis oraz formy rimestandiana. W roku 1927 Henri Lecoufle i Lecoufle Company z Francji zarejestrowali mieszańca form rimestandiana i grandiflora. Firma Duke Farms zarejestrowała mieszańca P. Doris. w roku 1940, wykorzystywanego głównie do produkcji kwiatów ciętych.
Od 1990 roku istnieje International Phalaenopsis Alliance. Jest to organizacja non-profit promująca storczyki z tego rodzaju, wspierająca rozwój ich hodowli, uprawy i ochrony. Organizuje coroczne sympozja poświęcone rodzajowi falenopsis i wydaje kwartalnik „Phalaenopsis Journal”.

### Rośliny lecznicze
Niewielkie znaczenie jako rośliny lecznicze mają dwa gatunki – P. aphrodite i P. schilleriana wykorzystywane w ten sposób na Filipinach.

## Uprawa

### Wymagania i pielęgnacja
Pojemnik, podłoże i nawożenieRośliny z rodzaju falenopsis uprawiane są w rozmaitych pojemnikach, przy czym z reguły sprawiają one wrażenie za małych w stosunku do wielkości rośliny. Rośliny z gatunków osiągających małe rozmiary uprawiane mogą być podwiązane na pniach. Stosuje się różne podłoża w poszczególnych krajach, przy czym w jego skład wchodzą: fragmenty kłączy i korzeni długosza królewskiego lub paprotki, kora jodły (surowa lub kompostowana), kora lub włókna drzewne sekwoi, torf wysoki lub torfowce, pumeks, żużel, węgiel drzewny i perlit. W przypadku stosowania ubogiego podłoża z torfu, torfowców i kłączy paproci dodaje się nieco suchego obornika lub nawozu wieloskładnikowego. Rośliny nawozi się co kilkanaście dni na stanowisku słonecznym i co 20–30 dni w przypadku roślin rosnących w miejscu słabo oświetlonym lub w czasie niepogody. Stosuje się nawóz o proporcjach N:P:K wynoszących 1:1:1, tylko w przypadku podłoża z dużą ilością kory zwiększyć należy udział azotu (proporcje 3:1:1). Używa się nawozu w stężeniu do 0,1%, a przy dobrze znoszonym nawożeniu dolistnym – 0,01%. Rośliny można zasilać także nawozami naturalnymi i organicznymi.
Wymagania świetlneFalenopsis nie ma dużych wymagań świetlnych. Przy zbyt silnym nasłonecznieniu i niedostatecznej wilgotności – liście się marszczą i mogą ulec przypaleniu, a jeśli wilgotność jest duża – twardnieją i ich wzrost jest zahamowany. W przypadku pomieszczeń najlepsze warunki rośliny te mają na oknach o wystawie wschodniej i zachodniej. Storczyki uprawiane od strony południowej wymagają przesłony rozpraszającej intensywne promienie (np. firany lub rolety). Przy niedostatecznym oświetleniu wzrost roślin jest ograniczony i rośliny nie kwitną.
Wymagania cieplneRośliny tego rodzaju mają spore wymagania cieplne i źle znoszą spadki temperatur poniżej 15 °C. Szczególnie wrażliwe są pąki kwiatowe, które opadają po schłodzeniu poniżej 15 °C. Rośliny najlepiej rosną przy temperaturach nocnych wynoszących od 16 do 20 °C i dziennych z zakresu 21–29 °C. Spadek temperatur jest konieczny do inicjowania kwitnienia, które następuje po 90–120 dniach. Rośliny przetrzymywane stale w wysokiej temperaturze zazwyczaj nie zakwitają.
Wymagania wilgotnościowe i podlewaniePowietrze w miejscu uprawy falenopsisa powinno być wilgotne (powyżej 50% wilgotności). Nie należy natomiast dopuszczać do tego by podłoże było stale wilgotne. W celu zapewnienia odpowiedniej wilgotności można pojemnik z rośliną umieszczać na podstawce wypełnionej żwirem i wypełnionej wodą (otwory w dole pojemnika z rośliną nie mogą być jednak zalane). Częstotliwość podlewania zależy od wielkości pojemnika – małe rośliny i pojemniki podlewać trzeba niemal codziennie, a rosnące w dużych pojemnikach wystarczy podlewać raz na tydzień, po uprzednim przesuszeniu podłoża. Podlewać należy obficie (woda powinna wypływać otworami pojemnika), jednak nie można dopuszczać do stagnowania wody w podstawce, w której umieszczony jest pojemnik z rośliną – podłoże z korzeniami musi być przewietrzane. Jeżeli w podłożu dominuje kora – zaleca się podlewanie nie częstsze niż raz w tygodniu. Przy podłożu zatrzymującym wodę (np. z udziałem torfowców) z podlewaniem należy wstrzymywać się do jego przeschnięcia. W okresie letnim rośliny te wymagają nieco częstszego podlewania, a zimą rzadszego. W przypadku dostania się i zgromadzenia wody w nasadach liści – zaleca się ich osuszenie, np. za pomocą ręcznika papierowego. Pojemnik z rośliną przynajmniej raz w miesiącu należy przepłukać bieżącą wodą, tak by nie dopuścić do akumulacji soli w podłożu.
Przesadzanie i inne zabiegi pielęgnacyjnePrzesadzać zaleca się rośliny dorosłe co dwa lata, młodsze częściej. Najlepiej robić to wiosną lub latem, po zakończeniu kwitnienia. Po przesadzeniu należy unikać podlewania przez dwa tygodnie, by dać możliwość bezpiecznego zasklepienia uszkodzeń kruchych korzeni. Po przekwitnieniu pęd kwiatostanowy można uciąć tuż przy nasadzie liści, a wówczas kolejny, silniejszy pęd z większymi kwiatami rozwinie się w następnym roku. Można też skrócić nieco pęd zostawiając węzły (pąki) jakie znajdują się w jego dolnej części, a wówczas rozwiną się z nich kolejne kwiatostany w ciągu 2–3 miesięcy.

### Rozmnażanie

Rozwój keiki

Budowa roślin, ze względu na ich krótką, pojedynczą łodygę, zwykle nie pozwala na rozmnażanie przez jej podział. Jednak czasem pęd reprodukuje się wegetatywnie poprzez keiki. Są to małe rośliny, które pojawiają się zwykle na jednym z węzłów pędu kwiatowego. Gdy liście i korzenie młodej rośliny osiągną długość około 15 cm oraz jeśli sezon będzie w pełni, można ją odłączyć od rośliny macierzystej. Przed przesadzeniem należy korzenie moczyć w wodzie przez 20 minut, aby je zmiękczyć i zmieścić w pojedynczym naczyniu o odpowiedniej średnicy (około 10 cm). Ponadto roślinę można mnożyć metodami hodowli tkankowej in vitro z tkanek twórczych oraz z nasion.
W uprawie towarowej, gdzie kluczowe jest zachowanie wszystkich cech rośliny macierzystej, rozmnażanie przeprowadza się in vitro poprzez embriogenezę somatyczną lub regenerację fragmentów liści. Uzyskanie sadzonek wysadzanych do doniczek w metodzie regeneracji fragmentów liści trwa około 6 miesięcy. W embriogenezie somatycznej z kallusa uzyskuje się zarodki w stadium protokormu (ang. PLB – protocorm-like body).

### Choroby i szkodniki

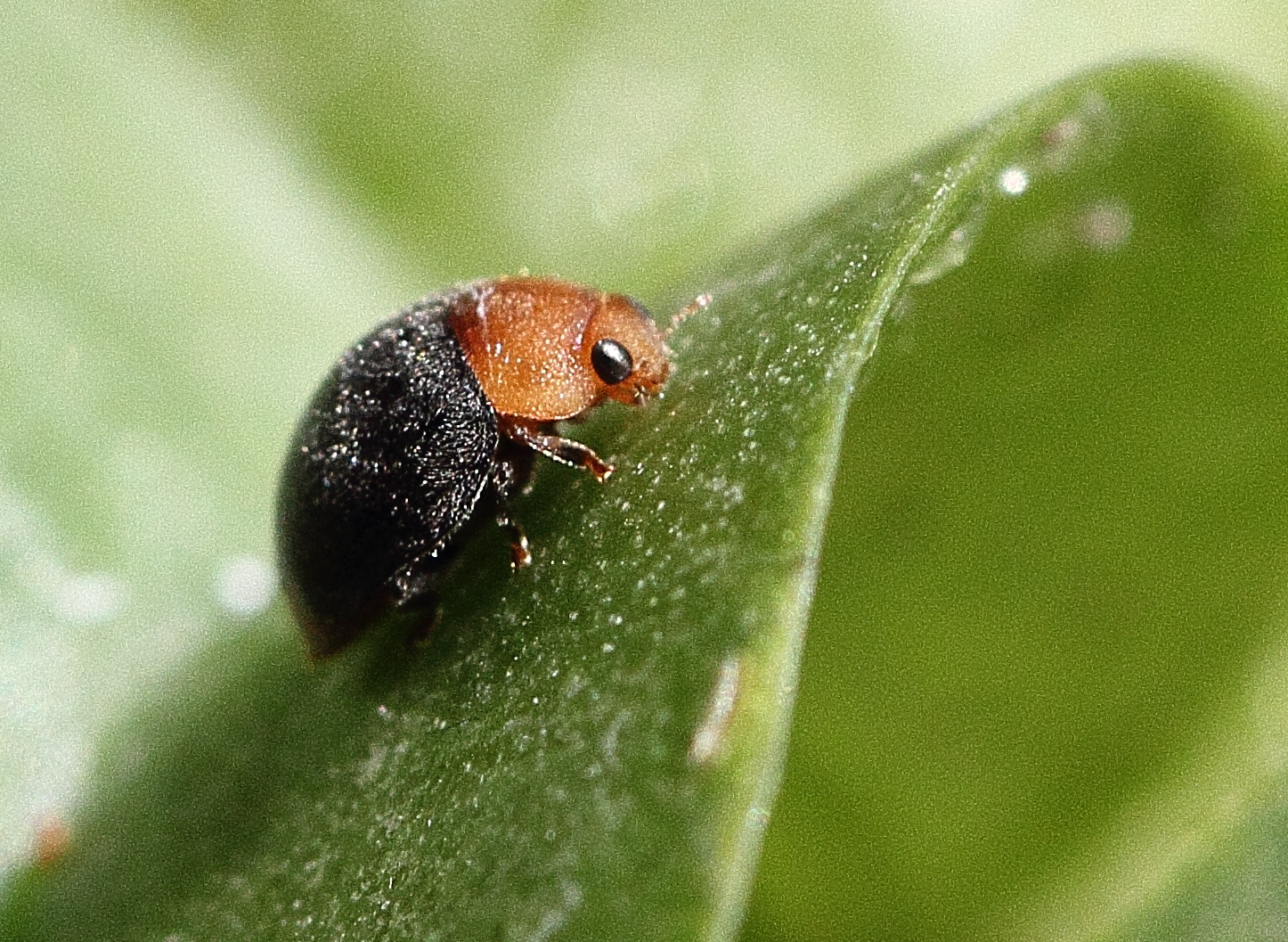
Cryptolaemus montrouzieri wykorzystywany jest do biologicznej kontroli głównego szkodnika w uprawach falenopsisów – Pseudococcus longispinus

Falenopsis bywa atakowany przez grzyby z rodzaju Botrytis. Infekcji sprzyja temperatura mniejsza niż 16 °C oraz wilgotne, słabo klimatyzowane pomieszczenie. Do infekcji dochodzi podczas kwitnienia roślin – grzyby pojawiają się na kwiatach w formie wielu małych, nieestetycznych plamek. W przypadku tej choroby należy usunąć porażone kwiaty, ponieważ grzyby potrafią się szybko rozprzestrzeniać. Gatunki należące do Fusarium wywołują więdnięcie roślin, a gatunki z rodzaju Colletotrichum antraknozę.
Erwinia jest bakterią wywołująca zjawisko mokrej zgnilizny bakteryjnej między innymi u falenopsisa. W ciągu 2–3 dni od zarażenia, liście wypełniają się śmierdzącym sokiem. W przeciwieństwie do chorób grzybiczych nie wystarczy odciąć zaatakowanej części falenopsisa, ponieważ bakteria rozprzestrzenia się w całej roślinie. Uzyskano rośliny wykazujące odporność na Erwinia carotovora poprzez transformację, polegającą na wprowadzeniu dodatkowego genu pochodzącego z chrzanu japońskiego kodującego defensynę. Do stworzenia roślin transgenicznych wykorzystano metodę z Agrobacterium tumefaciens.
Falenopsisy mogą być również uszkadzane przez choroby wirusowe, dla których do dzisiaj nie opracowano skutecznego leczenia. Choroby te mogą powodować mniej obfite kwitnienie roślin oraz zniekształcenia kwiatów. Należy dezynfekować wszystkie używane narzędzia (doniczki, sekatory itp.), aby zapobiec rozprzestrzenianiu się tych chorób na inne rośliny. Spośród 28 znanych wirusów wywołujących choroby u storczykowatych, u falenopsisów stwierdzono: wirusa mozaiki cymbidium (Cymbidium mosaic virus – CymMV), wirusa pierścieniowej plamistości odontoglossum (Odontoglossum ringspot virus – ORSV), wirusa mozaiki ogórka (Cucumber mosaic virus – CMV), wirusa plamistości storczykowatych (Orchid fleck virus – OFV) oraz niescharakteryzowanego klosterowirusa i rabdowirusa. Objawem infekcji wirusowej są pojawiające się na liściach chlorotyczne pierścienie ze zmianami nekrotycznymi w centrum.
Głównym szkodnikiem w uprawach szklarniowych jest Pseudococcus longispinus. W celu ochrony upraw stosuje się selektywne pestycydy ogólnoustrojowe oraz zwalczanie biologiczne przy pomocy Cryptolaemus montrouzieri, Anagyrus sp., a także larw Chrysoperla carnea.